# Monkey Park Monorail
| Triebzug am Bahnhof Inuyama-Yūen |                           |                                |                                |
| Streckenlänge: | 1,5 km                    |                                |                                |
| Stromsystem: | 1500 V =                  |                                |                                |
| Maximale Neigung: | 97 ‰                      |                                |                                |
| Streckengeschwindigkeit: | 35 km/h                   |                                |                                |
| Zweigleisigkeit: | nein                      |                                |                                |
| |                           |                                |                                |
| Gesellschaft: | Meitetsu (Nagoya Tetsudō) |                                |                                |
| \| \| \| Meitetsu Inuyama-Linie \| \| \| \| 0,0 \| Inuyama-Yūen (犬山遊園) Koord. \| Inuyama-Yūen (犬山遊園) Koord. \| \| \| 0,5 \| Naritasan (成田山) Koord. \| Naritasan (成田山) Koord. \| \| \| 1,2 \| Dōbutsuen (動物園) Koord. \| Dōbutsuen (動物園) Koord. \| \| \| 1,5 \| Depot \| Depot \| |                           |                                |                                |
| Bahnhof quer |                           | Meitetsu Inuyama-Linie         | Meitetsu Inuyama-Linie         |
| U-Bahn-Haltepunkt / Haltestelle Anfang Hochstrecke (Strecke außer Betrieb) | 0,0                       | Inuyama-Yūen (犬山遊園) Koord. | Inuyama-Yūen (犬山遊園) Koord. |
| U-Bahn-Haltepunkt / Haltestelle Ende Hochstrecke (Strecke außer Betrieb) | 0,5                       | Naritasan (成田山) Koord.      | Naritasan (成田山) Koord.      |
| U-Bahn-Haltepunkt / Haltestelle (Strecke außer Betrieb) | 1,2                       | Dōbutsuen (動物園) Koord.      | Dōbutsuen (動物園) Koord.      |
| U-Bahn-Betriebs-/Güterbahnhof Streckenende (Strecke außer Betrieb) | 1,5                       | Depot                          | Depot                          |

Die Monkey Park Monorail (jap. モンキーパークモノレール, Monkī Pāku Monorēru) war eine Einschienenbahn in der japanischen Präfektur Aichi. In der Stadt Inuyama nördlich von Nagoya verband sie den Bahnhof Inuyama-Yūen mit dem Japan Monkey Park. Sie war von 1962 bis 2008 in Betrieb und wurde von der Bahngesellschaft Meitetsu (Nagoya Tetsudō) betrieben.

## Strecke
Die durchgehend einspurige Strecke war 1,5 km lang und mit 1500 V Gleichspannung elektrifiziert. Im Bahnhof Inuyama-Yūen, wo Anschluss an die Meitetsu Inuyama-Linie bestand, begann sie im zweiten Stockwerk eines eigenen Stationsgebäudes. Anschließend führte sie süd- und ostwärts zur Haltestelle Narita-san, die einen Parkplatz und den buddhistischen Tempel Narita-san Nagoya Betsuin Daishōji (eine Außenstelle des Narita-san in Nagoya) erschloss. Die Trasse wandte sich dann nach Nordosten und führte durch hügeliges Gelände zur Endstation Dōbutsuen beim Japan Monkey Park. Diese Einrichtung vereint einen Vergnügungspark mit einem auf Affen spezialisierten Zoo.

## Züge
Technisch gesehen handelte es sich um eine von Hitachi gebaute Einschienenbahn nach dem System Alweg, bei der gummibereifte Räder auf Betonschienen liefen. Die Strecke wies steile Abschnitte auf, darunter eine Steigung von 97 ‰, und führte auf einem kurzen Teilstück durch eine künstliche Schlucht. Bei einer Höchstgeschwindigkeit von 35 km/h dauerte eine Fahrt etwa vier Minuten.
Es standen zwei Züge mit je drei Wagen (zwei Steuer- und ein Mittelwagen) zur Verfügung, die zur Erhöhung der Kapazität zusammengekuppelt werden konnten. Wagen 102 steht heute im Hitachi-Werk in Kudamatsu, die Wagen 101 und 201 wurden mit ihrer ursprünglichen Bemalung restauriert und werden in der ehemaligen Endstation Dōbutsuen statisch konserviert. Wagen 103 dient im Spa Resort Yunohana Island in Kani als Aussichtsplattform.

## Geschichte

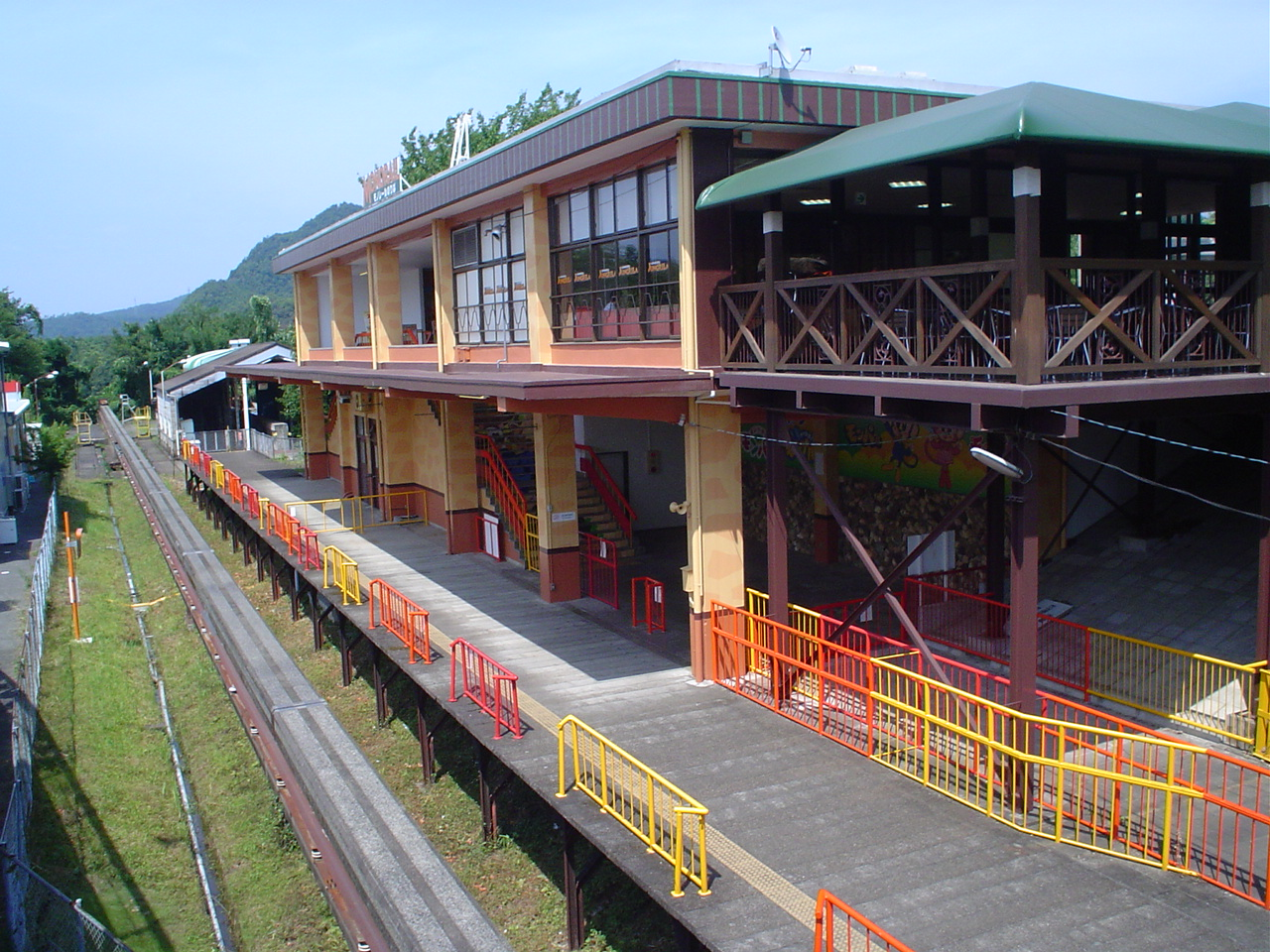
Haltestelle Dōbutsuen

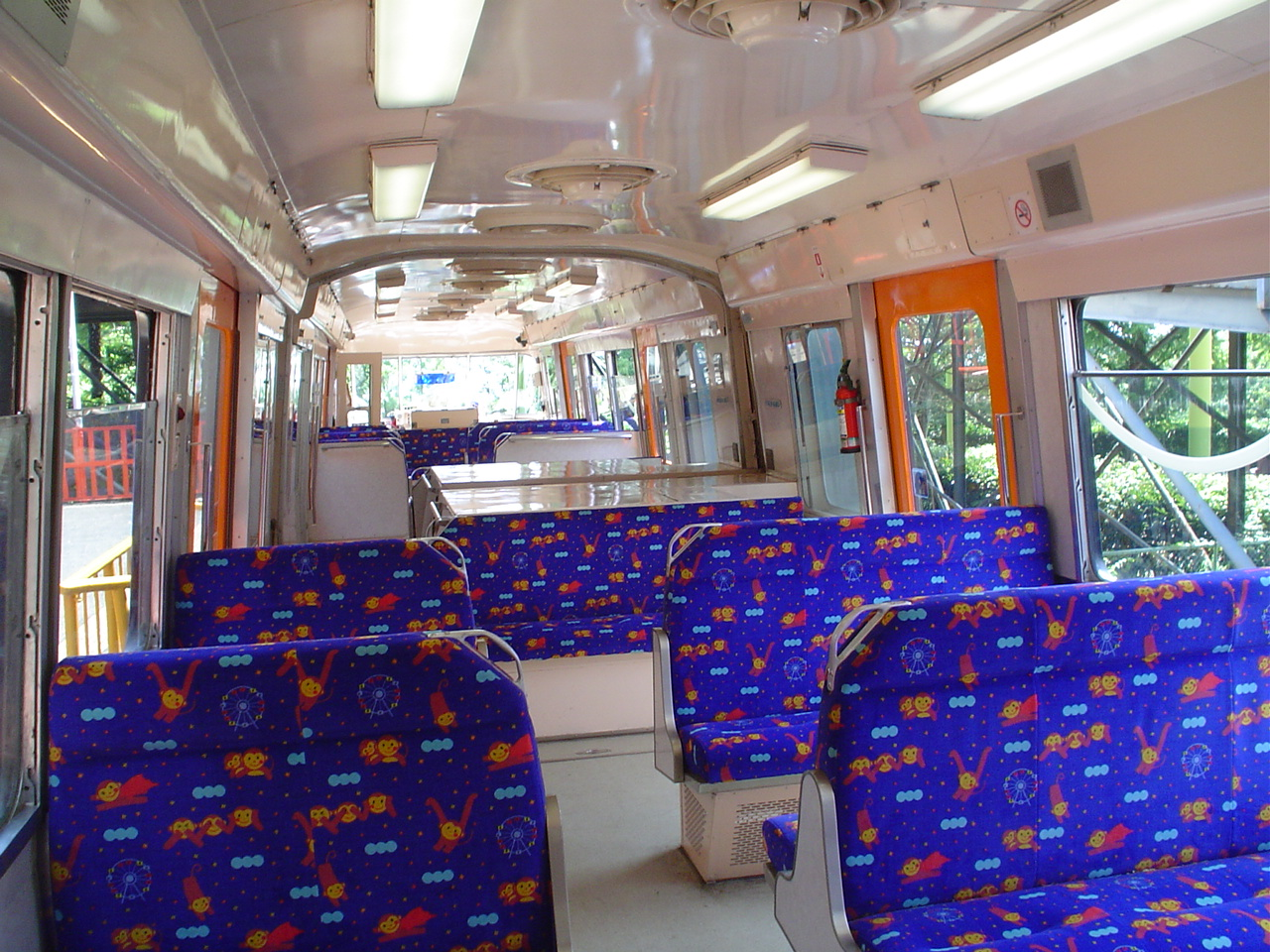
Das Innere eines Wagens

Der Japan Monkey Park war 1960 von einem Unternehmen der Meitetsu Group eröffnet worden, um das touristische Potenzial von Inuyama noch besser auszunutzen. Wenig später kam die Idee auf, den Park mit einer Einschienenbahn zu erschließen, die dann am 21. März 1962 in Betrieb ging. Da es sich bei dieser Strecke um die erste Alweg-Einschienenbahn Japans handelte, fand auf ihr die Ausbildung der Fahrer für die 1964 eröffnete Tokyo Monorail statt. Es gab Pläne, die Strecke vom Japan Monkey Park zum Freilichtmuseum Meiji Mura und zum Bahnhof Kōzōji sowie von Inuyama-Yūen nach Mino zu verlängern, was jedoch nie umgesetzt wurde. Am 17. Dezember 2007 kündigte die Meitetsu an, die Einschienenbahn bald stilllegen zu wollen. Die Fahrgastzahlen waren in den Jahren zuvor kontinuierlich gesunken; ebenso lohnte es sich finanziell nicht, die veralteten Anlagen und Fahrzeuge zu erneuern. Die Einstellung des Betriebs erfolgte am 28. Dezember 2008, seither verkehrt ein Bus zwischen dem Bahnhof Inuyama und dem Park.